# Ella Powell
Ella Powell (Cardiff, 1 februari 2000) is een voetbalspeelster uit Wales. Ze speelt als verdediger en aanvaller voor Bristol City in de Championship.

## Clubcarrière
Powell doorliep de jeugdacademie van Cardiff City alvorens ze in 2018 naar de Verenigde Staten ging om aan de Georgia State University te gaan studeren. Tegelijkertijd voetbalde ze voor het universiteitsteam Georgia State Panthers. In juni 2019 keerde Powell terug naar het Verenigd Koninkrijk, waar ze een contract tekende bij Lewes FC in de Championship. Aan het einde van het seizoen 2019/20 verliet ze de club. Powell tekende op 12 augustus 2020 een profcontract bij Charlton Athletic. Op 27 juli 2021 ging Powell bij Bristol City een nieuw dienstverband aan.

## Statistieken
| Seizoen | Club              | Land     | Competitie      | Wedstrijden | Doelpunten |
| ------- | ----------------- | -------- | --------------- | ----------- | ---------- |
| 2016/17 | Cardiff City      | Engeland | National League | 1           | 0          |
| 2017/18 | Cardiff City      | Engeland | National League | 18          | 4          |
| 2019/20 | Lewes FC          | Engeland | Championship    | 8           | 0          |
| 2020/21 | Charlton Athletic | Engeland | Championship    | 13          | 0          |
| 2021/22 | Bristol City      | Engeland | Championship    | 18          | 0          |
| 2022/23 | Bristol City      | Engeland | Championship    | 21          | 1          |
| 2023/24 | Bristol City      | Engeland | Super League    | 20          | 1          |
| 2024/25 | Bristol City      | Engeland | Championship    | 15          | 1          |
| Totaal  | Totaal            | Totaal   | Totaal          | 114         | 7          |

Laatste update: 25 juni 2025

## Interlandcarrière
Powell maakte haar debuut voor het Welshe nationale team in een vriendschappelijke 1-0 nederlaag tegen Portugal op 10 november 2018. In de daaropvolgende wedstrijd op 13 november 2018 had ze haar eerste basisplaats.
In juni 2025 werd Powell opgenomen in de Welshe selectie voor op het EK 2025 in Zwitserland.